# Atletisme als Jocs Olímpics d'Estiu de 1932 - llançament de disc femení
El llançament de disc femení va ser una de les proves del programa d'atletisme disputades durant els Jocs Olímpics d'Estiu de Los Angeles de 1932. La prova es va disputar el 2 d'agost de 1932 i hi van prendre part 9 atletes de 4 nacions diferents. Es permetia un màxim de tres atletes per país. La competició fou guanyada per Lillian Copeland, que va establir un nou rècord olímpic.

## Medallistes
| Or                     | Plata             | Bronze             |
| Lillian Copeland (USA) | Ruth Osburn (USA) | Jadwiga Wajs (POL) |

## Rècords
Aquests eren els rècords del món i olímpic que hi havia abans de la celebració dels Jocs Olímpics de 1932.
| Rècord del Món | 42,43 m | Jadwiga Wajs     | Lódz (POL)      | 19 de juny de 1932   |
| Rècord Olímpic | 39,62 m | Halina Konopacka | Amsterdam (NED) | 31 de juliol de 1928 |

Lillian Copeland va establir un nou rècord olímpic amb un millor llançament de 40,58 metres.

## Horari
| Data                      | Hora  | Ronda |
| ------------------------- | ----- | ----- |
| dimarts 2 d'agost de 1932 | 14:30 | Final |

## Resultats
| Pos. | Atleta                 | Nació        | Distància | Notes |
| ---- | ---------------------- | ------------ | --------- | ----- |
| 1    | Lillian Copeland       | Estats Units | 40.58     | RO RN |
| 2    | Ruth Osburn            | Estats Units | 40.12     |       |
| 3    | Jadwiga Wajs           | Polònia      | 38.74     |       |
| 4    | Tilly Fleischer        | Alemanya     | 36.12     |       |
| 5    | Grete Heublein         | Alemanya     | 34.66     |       |
| 6    | Stanisława Walasiewicz | Polònia      | 33.60     |       |
| 7    | Mitsue Ishizu          | Japó         | 33.52     |       |
| 8    | Ellen Braumüller       | Alemanya     | 33.15     |       |
| 9    | Margaret Jenkins       | Estats Units | 30.22     |       |

- RO. Rècord olímpic
- RN. Rècord nacional